# 大平村 (静岡県)
大平村（おおひらむら）は、かつて静岡県駿東郡にあった村である。現在の沼津市南東部、大平地区にあたる。

## 地理
駿東郡最南部の内陸に位置し、村域は北・西・南の三方を山に囲まれていた。西から南にかけて連なる山々は静浦山地と呼ばれ、沼津市（旧・静浦村）との境界をなしていた。北は清水村（現・清水町）に、北東は狩野川を隔てて三島市・田方郡函南村（現・函南町）・伊豆長岡町（現・伊豆の国市）に接していた。
なお、狩野川の対岸にも、旧河道である灰塚川（松毛川）に沿って村域が存在した。
- 山: 静浦山地 - 徳倉山、鷲頭山、大平山
- 河川: 狩野川、灰塚川（松毛川）、大平江川

## 歴史
- 1889年（明治22年）4月1日 - 町村制施行に伴い駿東郡大平村が単独で村制を施行。
- 1955年（昭和30年）4月1日 - 愛鷹村、田方郡内浦村、西浦村とともに沼津市に編入され消滅。

## 教育
- 大平村立大平小学校
- 大平村立大平中学校[2]